# Ubik
Ubik (1969) je sci-fi román amerického spisovatele Philipa K. Dicka. Jde o jeden z nejuznávanějších autorových románů, hluboce zneklidňující existenciální příběh, ve kterém si nikdo nemůže být jist, co je skutečné a co pouhá iluze. Název románu je odvozen od anglického slova ubiquity, což znamená všudypřítomnost.

## Obsah románu
Román se odehrává v budoucnosti roku 1992 v Severoamerické konfederaci a jeho hlavním hrdinou je Joe Chip, zaměstnanec opatrnostní společnosti Glena Runcitera, což je organizace pro sledování a neutralizaci parapsychologicky nadaných jedinců, kteří mohou působit například jako špioni. Runciter svou firmu vede společně se svou položivou manželkou Ellou, uloženou v mrazicím boxu, tzv. moratoriu (v položivotě jsou lidé, tzv. semivitálové, sice mrtví, ale jejich mozková činnost je udržována na takové úrovni, že jsou schopni komunikovat s vnějším světem). Mezi různými ochranářskými firmami zuří mnohdy i krvavý konkurenční boj. Runciter chce od své ženy radu týkající se jeho podnikání, ale spojení je náhle přerušeno jakýmsi Jorym Millerem.
Runciter získá exkluzivní zakázku na vyčištění společnosti na Měsíci. brzy se však ukáže, že celá zakázka je past, pravděpodobně od konkurenční společnosti. Na Runcitera je spáchán atentát, ostatní jsou jen lehce zraněni a podaří se jim z Měsíce uprchnout zpět na Zem. Runcitera uloží do moratoria, ale nedaří se jim navázat s ním kontakt. K tomu se začnou dít divné věci s okolním světem, který jakoby upadá do minulosti. Potraviny se rychle kazí a průmyslové výrobky nabývají starších technických forem. Každý objekt a jeho místo ve světě zůstává stejné, jen ve stále primitivnějších verzích. K tomu přeživší z výpravy na Měsíc postupně slábnou, umírají a jejich těla se rozpadají, jako by byli desítky let po smrti. Posun v čase se zastaví až v roce 1939.
Joe nachází několik vzkazů od Runcitera, objevuje jeho portréty na penězích a je neustále upozorňován, aby získal tajemnou, nejasně mystickou látku zvanou Ubik, která jej ochrání před couváním času. Joe nakonec pochopí, že jediný kdo přežil atentát na Měsíci je právě Runciter. Joe s ostatními jsou položiví a Runciter se snaží navázat s nimi spojení, které je však blokováno. Za vším stojí Jory Miller, v jehož světě se všichni ocitli, a který vysáváním energie z jiných položivých (polovitálů) prodlužuje svůj vlastní položivot. Díky Runciterově polomrtvé manželce Elle získá Joe sprej s Ubikem a je dočasné zachráněn. Ubik se tak stává všudypřítomným balzámem a štítem, má atributy křesťanského boha.
Protože zmrazení semivitálové žijí v jakémsi pseudosvětě, má prakticky každý v románu vystupující člověk na výběr ze dvou možností: jsem položivý nebo živý? A je v tom vůbec nějaký rozdíl? A lze to poznat? Proto v závěru knihy Runciter objeví podivnou věc – na mincích je vyryt portrét Joea Chipa. Znamená to snad, že ve skutečnosti je polomrtvý i Runciter?

## Česká vydání
- Ubik, Laser, Plzeň 2000, přeložil Richard Podaný.
- Ubik, Argo, Praha 2009, přeložil Richard Podaný.